# Fravia
Francesco Vianello (30 de agosto de 1952 - 3 de mayo de 2009), más conocido por su apodo Fravia, fue un ingeniero inverso de software y "seeker" conocido por su archivo web de las técnicas y trabajos sobre ingeniería inversa.

## Trabajo
Licenciado en Historia en la Universidad de Venecia, Fravia tenía una maestría en historia y filosofía. Él era un apasionado de los estudios, en artes y humanidades, y estaba tratando de construir un conocimiento colectivo sobre el tema particular del aprendizaje y la Búsqueda Web como un arte.
Era conocido por hablar con fluidez al menos en seis idiomas: alemán, italiano, francés, Inglés, finlandés, español. Siendo un experto en idiomas, y habiendo tenido una carrera profesional en la gestión de traducción compleja, tenía una gran destreza en la escritura y las comunicaciones.
Él estaba centrando en la confidencialidad y creó el mito de Fjalar Ravia (también conocido como fravia+, msre, Spini, Red Avenger, ~ S ~ Sustrugiel y pellets) para protegerse de los seekers hostiles.
Pueden identificarse dos etapas de su trabajo público en Internet.
La primera, de 1995 (la fecha de inicio de su presencia en Internet) a 1999 fue relacionado con el software de invertir, protección del software, descompilación, desensamblado y deconstrucción profunda del código de software.
La segunda, a partir de 2000, cuando deja la primera etapa, se centró en un campo diferente (aparentemente): Búsqueda del Conocimiento en Internet. En febrero de 2001, hizo una conferencia en el École Polytechnique de París, sobre el arte de la Búsqueda de la Información en la Internet.
En la primera etapa, las actitudes de Fravia eran sumamente provocadoras y anti-corporativas. Se centró en contra de las protecciones de software, los derechos de autor de contenidos y las patentes de software, en realidad alentando a las personas a trabajar activamente para romper todo tipo de protección de software, siempre que sea posible. Los pasos para crackear las protecciones de software, en muchos casos publicados en la web, en forma de ensayos.
Fravia pidió retirar de la Web cada copia de su antiguo sitio (www.fravia.org), correspondiente a este período, como una precaución. No obstante, algunos mirrors todavía existen, a decir verdad, permanecen como una fuente inestimable de conocimientos para los investigadores.
Probablemente uno de los trabajos más importantes y significativos de este periodo está relacionado con el "cracking" de la realidad, es decir, la capacidad del seeker para descifrar la verdad detrás de lo evidente. Muchas personas fueron influidas por estas lecturas, y después de muchos años estas enseñanzas se consideran entre las más importantes del legado de Fravia.
La transición entre las dos etapas se produjo después de darse cuenta de la creciente importancia de los motores de búsqueda en Internet, como herramientas para acceder a la información dondequiera que estén. De acuerdo con su visión, el acceso a la información no debe estar restringido, y estaba luchando por una verdadera apertura de contenidos web de información. Él criticó ferozmente la enorme cantidad de información falsa e inútil disponible en Internet, que en su mayoría se ofrecen como propaganda comercial para la creación de necesidades innecesarias, en una población de consumidores estúpidos y sin cerebro.
Desde octubre de 2000, Fravia puso en contacto con Richard Stallman en un evento en Milán, LinuxDay, al que fueron invitados por un amigo común. Esta reunión inducida, Fravia comenzando a explorar y ayudar al software libre y cultura libre. Después de ese momento, se dio cuenta de la importancia del movimiento del software libre, y agradeció la pureza de las ideas RMS sobre el software y la ética de derechos de autor. Con el paso de los años Fravia se convirtió a GNU/Linux, y últimamente usando Ubuntu.
Algunos mensajes en foros, accesibles desde la sección de enlaces de la página web de searchlores, los mensajes producidos por muchos de sus e-amigos o estudiantes, son muestra clara de la relevancia y la fuerte influencia que tuvo Fravia en muchas personas, colaborando en los cambios consecuentes en su postura y visión hacia la vida y el conocimiento.
En la segunda parte de sus obras, explicó cómo el contenido está estructurado actualmente en la World Wide Web y las dificultades de encontrar información relevante a través de buscadores debido al creciente número de anuncios, que los buscadores promueven hoy en día.

## Legado
No es fácil identificar cuáles fueron sus contribuciones más importantes: bien la ingeniería inversa o la búsqueda del conocimiento.
Fravia ha sido descrito como una inspiración para muchos hackers y reversers, un amigo del fundador de la CCC Wau Holand, y un estímulo para Jon Lech Johansen para comprender el funcionamiento interno de los programas de computadora. Johansen comenta en un blog que el sitio web de Fravia, era una mina de oro durante su formación como ingeniero inverso.
En sus últimos años, se movió de la invertir el software al código abierto y la búsqueda de la web. Su sitio web ha sido descrito como el punto de encuentro de la gente que quería buscar más profundamente en la web.
En septiembre de 2008, dejó de actualizar su sitio y la celebración de conferencias, después de ser diagnosticado y recibir tratamiento por un grave Carcinoma Espinocelular (tumor) de la amígdala, que hizo metástasis.
Su sitio estuvo congelado por medio año, pero fue actualizado de nuevo, mientras se recuperaba lentamente, centrándose en GNU/Linux.
Fravia falleció repentinamente, el domingo 3 de mayo de 2009 a la edad de 56 años.

## Trabajos publicados
- Francesco Vianello, Gli Unruochingi e la famiglia di Beggo conte di Parigi. (ricerche sull'alta aristocrazia carolingia) // Bollettino dell'Istituto storico italiano per il Medioevo 91 (1984).
- Francesco Vianello, Università di Padova, me di Chiavenna Mercanti en età moderna visti dalla Terraferma veneta.
- Francesco Vianello, un poema que había escrito para el Año Nuevo de 2007, in memoriam publicado en diciembre 2009 en el E.C. Periodical Interalia (enlace roto disponible en Internet Archive; véase el historial, la primera versión y la última).